# Coleophora stimuligera
Coleophora stimuligera é uma espécie de mariposa do gênero Coleophora pertencente à família Coleophoridae.